# Tosktjärnen (Edefors socken, Norrbotten)
Tosktjärnen är en sjö i Bodens kommun i Norrbotten och ingår i Luleälvens huvudavrinningsområde.